# Принц Португальський

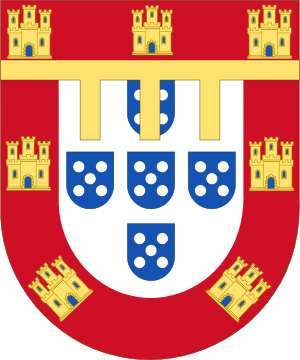
Герб принца — королівський герб із бризурою (титлом).

При́нц Португа́льський (порт. Príncipe de Portugal) — у 1433—1645 роках титул королевича-спадкоємця престолу Португальського королівства. Аналог кронпринца. Офіційна повна назви — спадко́вий при́нц Португа́лії (порт. Príncipe Herdeiro de Portugal). Зазвичай, надавався найстаршому синові короля, першому претенденту в черзі до трону. Інші королевичі принцами не називалися, а носили титул інфантів Португальських (порт. Infante de Portugal). Коли монарх не мав синів, титул надавався його родичеві, що був найближчим претендентом на престол. Якщо спадкоємцем трону ставала жінка, її величали принце́сою Португа́льською (порт. Princesa da Portugal), а її сестер-королівн — інфантами. Інші назви — при́нц Португа́лії, принце́са Португа́лії.

## Історія

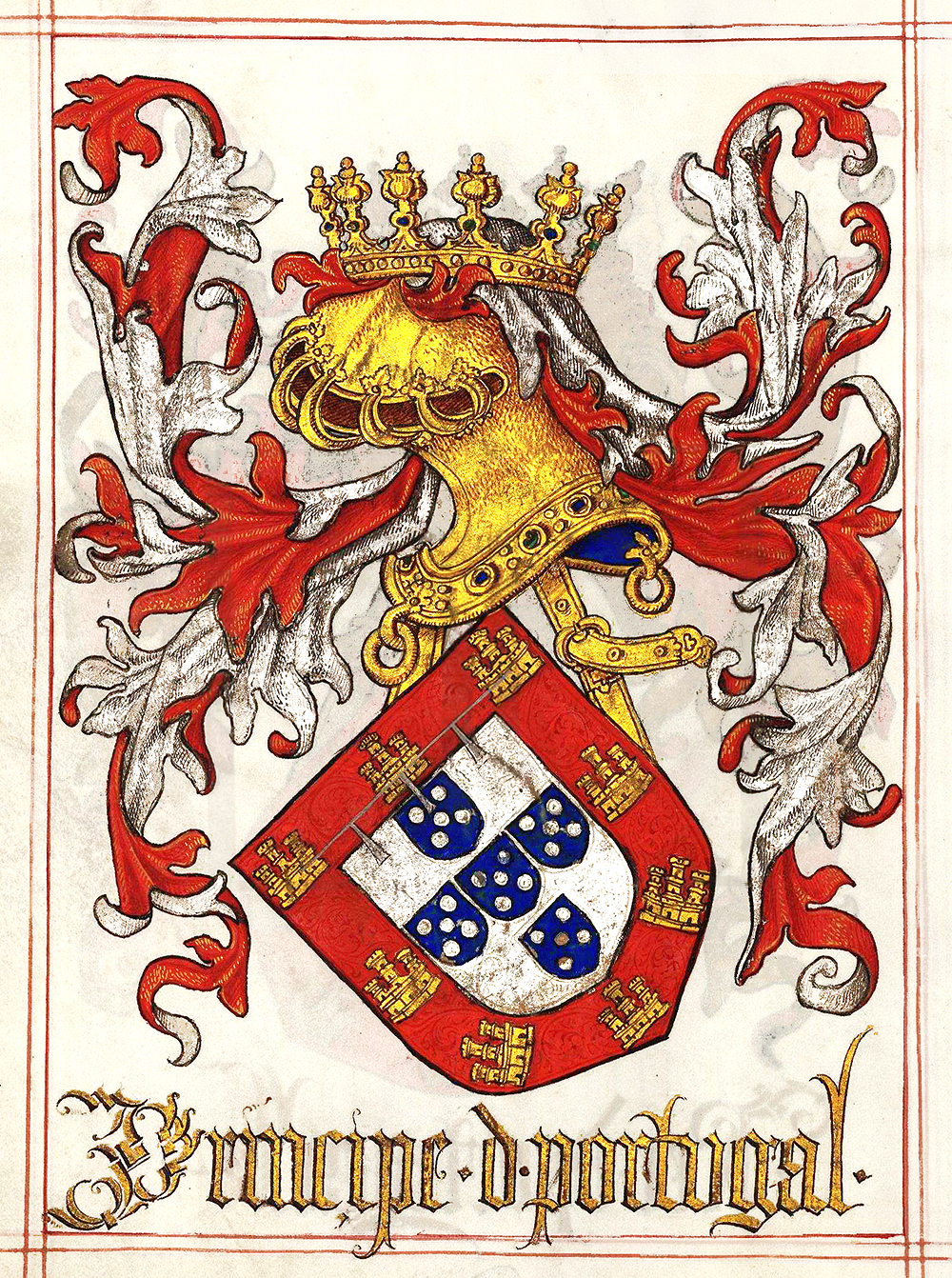
Герб принца Португальського («Livro do Armeiro-Mor», 1509)

Вперше титул принца Португальського було запроваджено в 1433 році за правління короля Дуарте I. Він планував надати князівський титул принца своєму спадкоємцеві на зразок принца Уельського, за англійським зразком (під впливом королеви-англійки Філіппи Ланкастерської, яка ввела титул герцога серед членів португальського королівського дому). Король хотів таким чином виокремити свого спадкоємця з числа інших інфантів, позаяк до цього часу королевичі-спадкоємці також іменувалися інфантами. Дуарте також прагнув не відставати у престижі від сусідніх монархій Кастилії і Арагону, де спадкоємці престолів вже носили княжі титули — принца Астурійського (з 1388) і принца Жиронського (з 1416). Першим принцом Португальським став найстарший син Дуарте, майбутній король Афонсу V. 
1645 року, за правління Жуана IV, титул принца Португальського замінили на титул принца Бразильського (порт. Príncipe do Brasil), а принцеси Португальської — на титул принцеси Бейрської (порт. Princesa da Beira). Від 1734 року усіх спадкоємців португальського престолу величали принцами або принцесами Бразильськими, а титул бейрського принца чи принцеси став надаватися їхнім спадкоємцям, другим претендентам в черзі до трону. 
1815 року після перетворення Бразилії на королівство в складі так званого Сполученого королівства Португалії, Бразилії й Алгарве, титул спадкоємця престолу змінили на королівський принц Сполученого королівства Португалії, Бразилії й Алгарве (порт. Príncipe Real do Reino Unido de Portugal, Brasil e Algarves); після проголошення незалежності Бразилії в 1822 році — на королівський принц Португалії (порт. Príncipe Real de Portugal). Останній титул використовувався до падіння монархії в 1910 році.

## Принци Португальські

### Авіська династія
- 1433—1438: Афонсу V, син короля Дуарте.
- 1438—1451: Фернанду, герцог Візеуський; син короля Дуарте, брат Афонсу V.
- 1451: Жуан, син короля Афонсу V.
- 1451—1452: Фернанду, герцог Візеуський; син короля Дуарте, брат Афонсу V.
- 1452—1455: Жуана, донька короля Афонсу V.
- 1455—1481: Жуан II, син короля Афонсу V.
- 1481—1491: Афонсу, син короля Жуана ІІ.
- 1491—1495: Мануел, кузен короля Жуана ІІ.
- 1499—1500: Мігел, син короля Мануела І.
- 1500—1521: Жуан III, син короля Мануела І.
- 1521—1526: Луїш, син короля Мануела І.
- 1526: Афонсу, син короля Жуана ІІІ.
- 1526—1527: Луїш, син короля Мануела І (вдруге).
- 1527–1531: Марія-Мануела, донька короля Жуана ІІІ.
- 1531—1537: Мануел, син короля Жуана ІІІ.
- 1537—1539: Філіпе, син короля Жуана ІІІ.
- 1539—1554: Жуан-Мануел, син короля Жуана ІІІ.
- 1554—1557: Себаштіан, син Жуана-Мануела.

## Аналогічні титули в інших країнах
- Принц Астурійський — Кастилія (Іспанія)
- Принц Жиронський — Арагон (Каталонія)
- Принц Уельський — Англія (Велика Британія)